# Porphyrophora yemenica
Porphyrophora yemenica är en insektsart som beskrevs av Yang 1979. Porphyrophora yemenica ingår i släktet Porphyrophora och familjen pärlsköldlöss. Inga underarter finns listade i Catalogue of Life.